# TRW
TRW Inc. era una corporación estadounidense involucrada en varios sectores económicos, principalmente el aeroespacial, el automotriz y el crediticio. Fue pionera en múltiples campos que incluían componentes electrónicos, circuitos integrados, computadoras, software e ingeniería de sistemas. TRW se encargó de la construcción de naves espaciales como la Pioneer 1, Pioneer 10 y varios observatorios espaciales. Tuvo un papel relevante en el surgimiento de nuevas corporaciones como Pacific Semiconductors, la Aerospace Corporation, Bunker-Ramo, Experian y TRW Automotive, que ahora pertenece a ZF Friedrichshafen. Entre los integrantes de TRW, hubo personajes destacables que participaron en la creación de empresas como SpaceX, como el ingeniero de motores cohete Tom Mueller.
La compañía echó raíces en el año 1901 y permaneció operativa hasta ser absorbida por Northrop Grumman en el año 2002. En 1958 la compañía se llamó Thompson Ramo Wooldridge, tomando el nombre de sus tres líderes, aunque más tarde se acortó a TRW. En 1986, figuraba la número 57 en la lista Fortune 500 y tenía más de cien mil empleados.